# 1960年のル・マン24時間レース

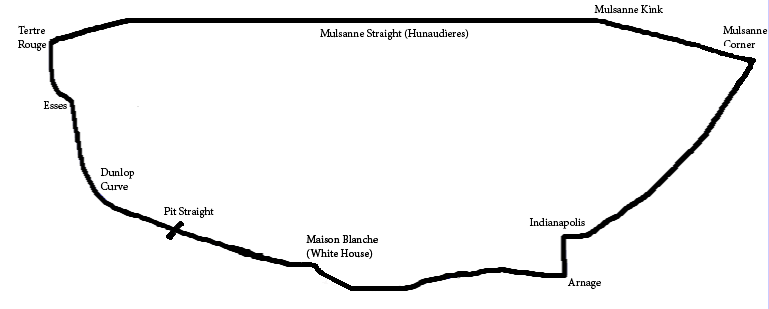
1960年のコース

1960年のル・マン24時間レース（24 Heures du Mans 1960 ）は、28回目のル・マン24時間レースであり、1960年6月25日から6月26日にかけてフランスのサルト・サーキットで行われた。

## 概要
出走は55台。
完走は20台。
ポール・フレール/オリヴィエ・ジャンドビアン組のフェラーリ・250TR60の11号車が24時間で4217.527kmを平均速度175.730km/hで走って優勝した。フェラーリは上位7台のうち、3位のロイ・サルヴァドーリ（Roy Salvadori ）/ジム・クラーク組のアストンマーティン・DBR1を除く6台を占める完勝。